# Human Target (seriál, 1992)
Human Target je americký akční televizní seriál natočený na motivy komiksových příběhů Human Target vydavatelství DC Comics. Premiérově byl vysílán v roce 1992, kdy v jedné řadě vzniklo celkem sedm dílů.
Podle stejného komiksu byl v letech 2010–2011 natočen seriál Lidský terč.

## Příběh
Ústřední postavou seriálu je Christopher Chance, veterán z války ve Vietnamu, který nyní pracuje jako bodyguard a soukromý vyšetřovatel. Pomocí nejmodernější techniky a sofistikovaných masek přebírá identitu svých klientů, kteří si ho najmou poté, co se ocitnou v nebezpečí. Chanceovi v práci „lidského terče“ pomáhá počítačový expert Philo Marsden, pilot jeho letadla Blackwing Jeff Carlyle a bývalá agentka CIA Libby Page.

## Obsazení
- Rick Springfield jako Christopher Chance
- Kirk Baltz jako Philo Marsden
- Sami Chester jako Jeff Carlyle
- Signy Coleman jako Libby Page